# Superlatiu
Un superlatiu és un grau de la comparació on es declara que quelcom és el màxim o mínim dins la seva classe, per exemple quan es diu que una cosa és "òptima" vol dir que té el màxim grau d'adequació, que no pot ser millor. En la majoria de llengües indoeuropees es distingeix entre superlatiu absolut (format per un sufix que s'afegeix a l'adjectiu) o relatiu, que és quan una paraula (de diferents categories) es torna superlativa en una construcció gramatical superlativa.

## En català
El català presenta el grau superlatiu absolut, format amb el sufix variable -íssim provinent del llatí i també una construcció relativa formada per "el/la més" avantposat al terme que es vol comparar, usualment adjectius o adverbis, tot i que es pot trobar amb altres categories gramaticals. Hi ha també superlatius irregulars, que són paraules totalment diferents dels termes neutres amb què es comparen, com el ja citat cas d'"òptim". Es pot especificar de manera opcional l'univers objecte de comparació, per exemple en dir "és el més llest" es pot sobreentendre que és el més llest de tots o voler especificar-ho "és el més llest de tots els cosins".